# Апрій
Апрій (Хофра, Ваафрес у євреїв; Уахібра — Стійке явлення серця Ра) — давньоєгипетський фараон з XXVI династії.

## Життєпис
Був сином Псамметіха II. Після смерті батька продовжував протистояти вавилонській експансії. Виконуючи обіцянку батька юдеям, відрядив до обложеного Навуходоносором II Єрусалима армію, а вздовж фінікійського узбережжя — єгипетський флот. Вавилоняни, уникаючи битви з єгиптянами, зняли облогу міста. Хоча на суші іонійські та карійські найманці Апрія зазнали невдачі, утім на морі флот фінікійського міста Тір й острова Кіпр, що діяли на боці вавилонян, були вщент розбиті єгиптянами. Потім Апрій висадив військо для взяття Сідона, після чого здались й інші фінікійські міста. Фінікійців і єгиптян зв'язували спільні економічні, політичні, релігійні та культурні інтереси й відносини. Єгипетське проникнення до Фінікії серйозно похитнуло вавилонське панування у Заріччі. Повстав Дамаск; були спроби заколоту в Хаматі й Арпаді. У Біблі єгиптяни збудували храм місцевої богині та казарми. До того ж до Сирії з півночі неодноразово вторгались лідійці, союзники Єгипту, що вели війну з Мідією, союзницею Вавилонії.
Але все ж Навуходоносору вдалось відновити своє панування у Заріччі й 587 до н. е. продовжити облогу Єрусалима. Навесні наступного року армія Апрія знову з'явилась на півдні, загрожуючи вавилонському війську, що тримало в облозі Єрусалим, але була відтіснена, зазнавши нищівної поразки, й 18 липня 586 до н. е. Єрусалим здався. Юдеї до останнього сподівались на допомогу єгиптян, але так і не дочекались її, тому Єрусалим знищили вавилоняни. Більша частина населення була перебита чи загинула від голоду під час жорстокої облоги, а тих, хто залишився, взяли у полон. Однак багатьом біженцям удалось врятуватись у Єгипті. Окрім того, після убивства місцевими магнатами вавилонського намісника Годолії, бідняки, що залишились на батьківщині, тікали до того ж Єгипту, узявши з собою провавилонськи налаштованого пророка Єремію. З фінікійських міст Вавилону не підкорився лише Тір.
Потім Навуходоносор розгромив Аммон і Моав — останніх єгипетських васалів у Передній Азії, а вавилоняни впритул наблизились до єгипетського кордону. Важко визначити, чи мало місце вторгнення Навуходоносора II до Єгипту, але мир 582 року до н. е. був підписаний на принизливих для єгиптян умовах. Так, вони мали видати вавилонському вельможі Набу-зер-іддіну 745 юдеїв, що переховувались у Єгипті. Мир між двома країнами було скріплено шлюбом єгипетської цариці Нітокріс з Навуходоносором II, що було безпрецедентним явищем у давньоєгипетській історії (оскільки права на престол передавались у єгиптян жіночою лінією, єгиптяни ніколи не віддавали своїх принцес іноземцям, щоб вони не могли претендувати на трон). Таким чином, була створена система міжнародного балансу, що включала 4 великих держави — Єгипет, Вавилон, Лідію та Мідію. Перші три могли разом скласти таку силу, що протистояла б мідійській загрозі, яка зависла над Близьким Сходом.

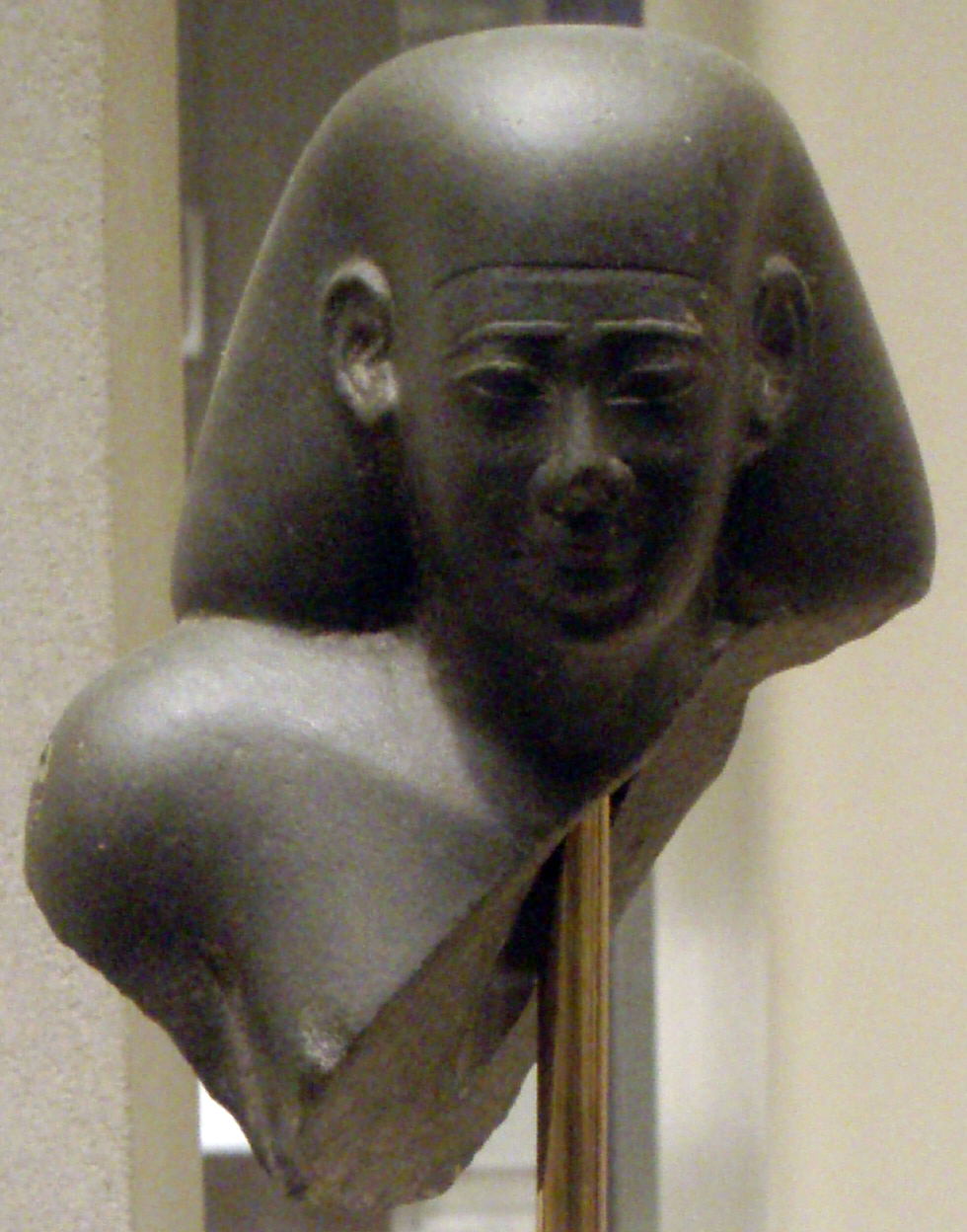
Голова статуї Апрія

За правління Апрія благополуччя його династії почало занепадати. Фараони з Саїса охоче переймали грецькі традиції, армія й торговий апарат цілком наповнювались греками, натомість невдоволення єгиптян зростало. Фараон був цілковито еллінізований, роздавав щедрі подарунки грецьким храмам, що викликало нарощення кризи, першим симптомом якої був заколот у Сієні (Асуані). Найманці — сирійці, лівійці та греки — вжили спроби дезертирства з армії та переселення до Нубії, й лише завдяки наміснику Сієни Несугору, якому вдалось умовити солдат, вони залишились. Занепокоєний цим, Апрій збільшив платню та привілеї найманців, що у свою чергу спричинило невдоволення воїнів-єгиптян.
На захід від Єгипту, на африканському березі Середземного моря, у той період утворилась потужна грецька держава Кирена. Та держава сильно утискала лівійців. Саме з такої причини лівійці вирішили перейти під покровительство єгипетського царя. 570 року до н. е. Апрій, бажаючи підкорити греків Кирени, відрядив проти них військо, що складалось винятково з єгиптян. У битві в місцині Іраса єгиптяни зазнали поразки від війська Батта II й утекли. Серед воїнів-єгиптян пройшли чутки, що Апрій спеціально відрядив їх на неминучу смерть. А коли Апрій вийшов привітати народ у грецьких обладунках, єгиптяни почали повстання, що призвело до громадянської війни (570 — 567 до н. е.). Повстанці обрали собі нового фараона, Амасіса з числа наближених царя та навіть, імовірно, його родича та пішли війною на Апрія.
У наступній битві біля міста Момемфіса Апрій зазнав цілковитої поразки, утім Амасіс не скинув його з престолу, а зробив своїм співправителем, який відігравав, однак, незначну роль. Дотепер відомий один пам'ятник, на якому зображено обох правителів разом. Поряд із картушем фараона, що його прийняв Амасіс, він носив старі титули. Однак на 3-му році їхнього спільного правління (568 до н. е.) спалахнула боротьба. Апрій, заручившись підтримкою греків, з армією грецьких найманців й у супроводі флоту вирушив з півночі на Саїс. Проте Амасіс розбив армію Апрія та змусив тікати.
Імовірно, до часів громадянської війни у Єгипті належить остання спроба Навуходоносора вторгнутись до Єгипту. Вавилоняни вторглись у Єгипет у 568—567 роках до н. е. та пройшли через всю долину Нілу до самих Фів, але той похід, виходячи зі скупих натяків джерел, не мав значних наслідків. Апрій з рештками свого війська протримався на півночі ще п'ять місяців, але потім був убитий під час переслідування, коли він намагався сховатись на одному з уцілілих своїх суден. Амасіс поховав його з царськими почестями, серед предків у Саїсі.